# Берека європейська (пам'ятка природи)
Бере́ка європе́йська — ботанічна пам'ятка природи місцевого значення в Україні. Розташована в межах Іршавського району Закарпатської області, на захід від села Загаття, на схилах хребта Гат. 
Площа 16,7 га. Статус надано згідно з рішенням облвиконкому від 23.10.1984 року № 253. Перебуває у віданні ДП «Загатянське ЛГ» (Загатянське лісництво, кв. 12, вид. 19, кв. 13, вид. 9, 10). 
Статус надано з метою збереження бл. 20 екземплярів рідкісного виду — береки європейської. Зростають теж дуб скельний і бук з домішкою ясена. Вік дерев — бл. 130 років. 